# Либефельд
Либефельд (нем. Liebefeld) — населённый пункт в Швейцарии, находится в кантоне Берн. 
Входит в состав округа Берн-Миттельланд. Находится в составе коммуны Кёниц. Население составляет 4908 человек (на 2003 год).